# Ligadura (física)
En física, se denomina ligadura a las condiciones sobre coordenadas de un sistema que están sujetas a restricciones independientes de las fuerzas actuantes. En cualquier sistema dinámico aparecen este tipo de ligaduras que constriñen el movimiento, además de fuerzas que controlan su evolución.

## Definición
En la formulación clásica de la mecánica, el problema es poder expresar matemáticamente un fenómeno de modo que las fuerzas no aparezcan explícitamente debido a que muchas veces aparte de las condiciones iniciales lo que no se conoce precisamente es cuáles son todas las fuerzas que actúan sobre el sistema. Es ahí donde surgen las fuerzas de ligadura, o simplemente ligaduras, cuando por ejemplo tenemos alguna partícula que tenga que moverse por un camino específico. Si estas fuerzas de ligadura se conocieran simplemente se las sumaría con las demás fuerzas, pero el problema radica que por lo general se conocen estas ligaduras y no las fuerzas resultantes en el sistema. 
Suponiendo que tenemos {\displaystyle \ n} grados de libertad para una partícula y {\displaystyle \ m} coordenadas generalizadas, el número de ligaduras viene por la fórmula:

(1){\displaystyle \ l=n-m}

## Tipos de ligaduras
A pesar de que podrían existir muchos tipos de ligaduras. Los dos criterios principales son si las ligaduras son integrables (permiten reducir el número de grados de libertad) o no y si contienen explícitamente al tiempo o no. Una ligadura no lineal se representa generalmente como una relación entre las coordenadas generalizadas necesarias para describir un sistema así como sus derivadas. Así una ligadura es cualquier expresión del tipo:

(2){\displaystyle \Phi (t;q_{i},{\dot {q}}_{i},{\ddot {q}}_{i},\dots )=0}

Respecto a la integrabilidad de las ligaduras los sistemas se clasifican en:
- Ligaduras holónomas. Si la expresión (2) es constante respecto a las derivadas la coordenada se llama holónoma. En ese caso las ligaduras pueden escribirse de la forma {\displaystyle \ f_{j}({\vec {r_{1}}},{\vec {r_{2}}},...,{\vec {r_{i}}},t)=0}. Nótese que el número de {\displaystyle \ j} condiciona al número de coordenadas que pueden existir, por lo que suele decirse que éstas ligaduras permiten eliminar grados de libertad al sistema.
- Ligaduras no holónomas.- cuando las coordenadas no pueden escribirse como holónomas. Así las ligaduras no holónomas no permiten eliminar los grados de libertad de un sistema. Estas ligaduras pueden clasificarse adicionalmente en lineales y no lineales.

Respecto a si las expresiones matemáticas que contienen las ligaduras contienen o no la variable tiempo las ligaduras se clasifican en:
- Ligaduras esclerónomas cuando las ligaduras son independientes del tiempo.
- Ligaduras reónomas cuando contienen al tiempo explícitamente, o sea son dependientes del tiempo.

Respecto a la linealidad, una ligadura es lineal de primer orden si puede expresarse:

{\displaystyle b(q_{i},t)+\sum _{j}a_{j}(q_{i},t){\dot {q}}_{j}=0}

Las ligaduras holónomas son siempre lineales de primer orden ya que su derivada respecto al tiempo tiene la forma anterior. Sin embargo no toda ligadura lineal es holónoma, ya que existen ligaduras lineales que no pueden expresarse como una diferencial exacta y por tanto no son integrables. Algunos ejemplos de ligaduras son:
- Partícula moviéndose sobre una curva plana conocida y = f(x), esta ligadura es holónoma, y puede expresarse además como:

{\displaystyle {\dot {y}}-{\frac {df}{dx}}{\dot {x}}=0}

- Rodamiento sin deslizamiento (ligadura lineal no holónoma),  cuando una rueda orientable de radio R apoya sobre un plano sin deslizar existen dos relaciones entre la orientación de la rueda, la velocidad angular y las velocidades del punto de contacto de la rueda con el plano:

{\displaystyle {\dot {x}}-R{\dot {\varphi }}\cos(\theta )=0,\quad {\dot {y}}-R{\dot {\varphi }}\sin(\theta )=0}

- Los dos ejemplos anteriores son casos de ligaduras esclerónomas ya que no contienen la variable tiempo.
- Un sistema disipativo, como por ejemplo una fricción seca entre superficies se puede representar como una ligadura lineal.